# Феликс, Йозеф
Йозеф Феликс (словац. Jozef Felix; 27 мая 1913, Ружомберок — 14 апреля 1977, Братислава, ЧССР) — словацкий и чехословацкий
литературовед, критик, переводчик, драматург, редактор и педагог, доктор философии (с 1940).

## Биография
Окончил гимназию в Ружомбероке. Обучался на философском факультете Карлова университета в Праге, затем в 1931—1935 годах изучал словацкую и французскую филологию в Братиславском университете и в Сорбонне в Париже.
С 1935 до 1944 года учительствовал. В 1944 году участвовал в Словацком национальном восстании. После окончания Второй мировой войны работал драматургом Словацкого национального театра в Братиславе (1945—1949).
В 1949—1951 годах — ассистент Института словацкой литературы АН Чехословакии, в 1951—1961 — редактор издательства Tatran.
в 1961—1967 годах вновь работал старшим научным сотрудником в Институте словацкой литературы Словацкой академии наук, затем в Институте мировой литературы и языков (1963), с 1967 года — доцент, заведующий кафедрой истории романской литературы на факультете философии и искусств Карлова университета (1967—1974).

## Научная и творческая деятельность
Автор работ о творчестве Данте, Ф. Вийона, Рабле, Стендаля, Ш. Бодлера, Р. Роллана и др.
Перевёл на словацкий язык более 50 произведений французской, испанской, итальянской, провансальской и чешской литературы, в том числе «Божественную комедию» Данте Алигьери (1964), Рабле, Стендаля, Ростана, Бальзака, Флобера, Пруста, Бодлера, Валери и многих других.
Выступления Й. Феликса в 1940—1960-е годы по проблемам словацкой литературы (сборник статей «Арлекин, склонившийся над водой» — «Harlekýn sklonený nad vodou», 1965) проникнуты заботой о повышении идейно-эстетических критериев в подходе к национальному художественному творчеству, отстаивают принцип общественного назначения искусства.
Был автором нескольких школьных учебников.

## Избранные труды
- Cesty k velkým (1957)
- Modernita současnosti (1970)
- Dvě románské fresky (1973)
- Kritické rozlety (1985)[1]

## Награды
- Орден Томаша Гаррига Масарика 3 степени (посмертно, 1991)